# زنانزا
زنانزا (انگلیسی: Zannanza; درگذشت ۱۳۲۴ ق. م) یا زنننزا یا زننازا یک پادشاه امپراتوری هیتی بود. او یک شاهزاده هیتی، پسر شوپ‌پیلولیومای یکم، دیگر پادشاه هیتی‌ها بود. او بیشتر به دلیل تبدیل شدن به فرعون مصر شناخته شده‌است، و به این دلیل که مرگ او باعث یک حادثه دیپلماتیک بین امپراتوری هیتی و مصر شد که منجر به جنگ شد.